# Mesquita Üç Şerefeli
La Mesquita Üç Serefeli (en turc: Üç Şerefeli Camii) és una mesquita otomana del segle xv de la ciutat d'Edirne, a Turquia.

## Història
La Mesquita Üç Serefeli fou encarregada pel soldà Murat II i la van construir entre el 1438 i el 1447. Es troba al centre històric de la ciutat, a prop del basar i entre la Mesquita de Selimiye i la Mesquita Vella. El nom fa referència a l'inusual minaret amb tres balcons (en turc: üç şerefeli).
L'arquitecte de la mesquita no es coneix pas. Està construïda amb marbre de Burgaz, i té una cúpula principal de 24 m de diàmetre. Quan es va construir la cúpula era la més gran de qualsevol edifici otomà. La mesquita restà greument danyada per un incendi el 1732 i per un terratrèmol el 1748; fou reparada, però, sota Mahmut I.
Els dos panells blau i turquesa de taulells vidriats pintats als timpans de les finestres segurament els van fer el mateix grup de teulers que havien decorat la Mesquita Yesil (1419-1421) de Bursa, en què els taulells estan signats com «el treball dels mestres de Tabriz» (ʿamal-i ustadan-i Tabriz). El patró de sanefes florals d'influència xinesa és semblant als de la petita Mesquita Muradiye d'Edirne.
En l'obra Şakaiki Numaniye, Tas Köprü Zade narra com certs maleïts sense importància foren cremats vius fins a morir per Mahmut Paşa, que accidentalment es cremà la barba en el "procés".

## Galeria d'imatges

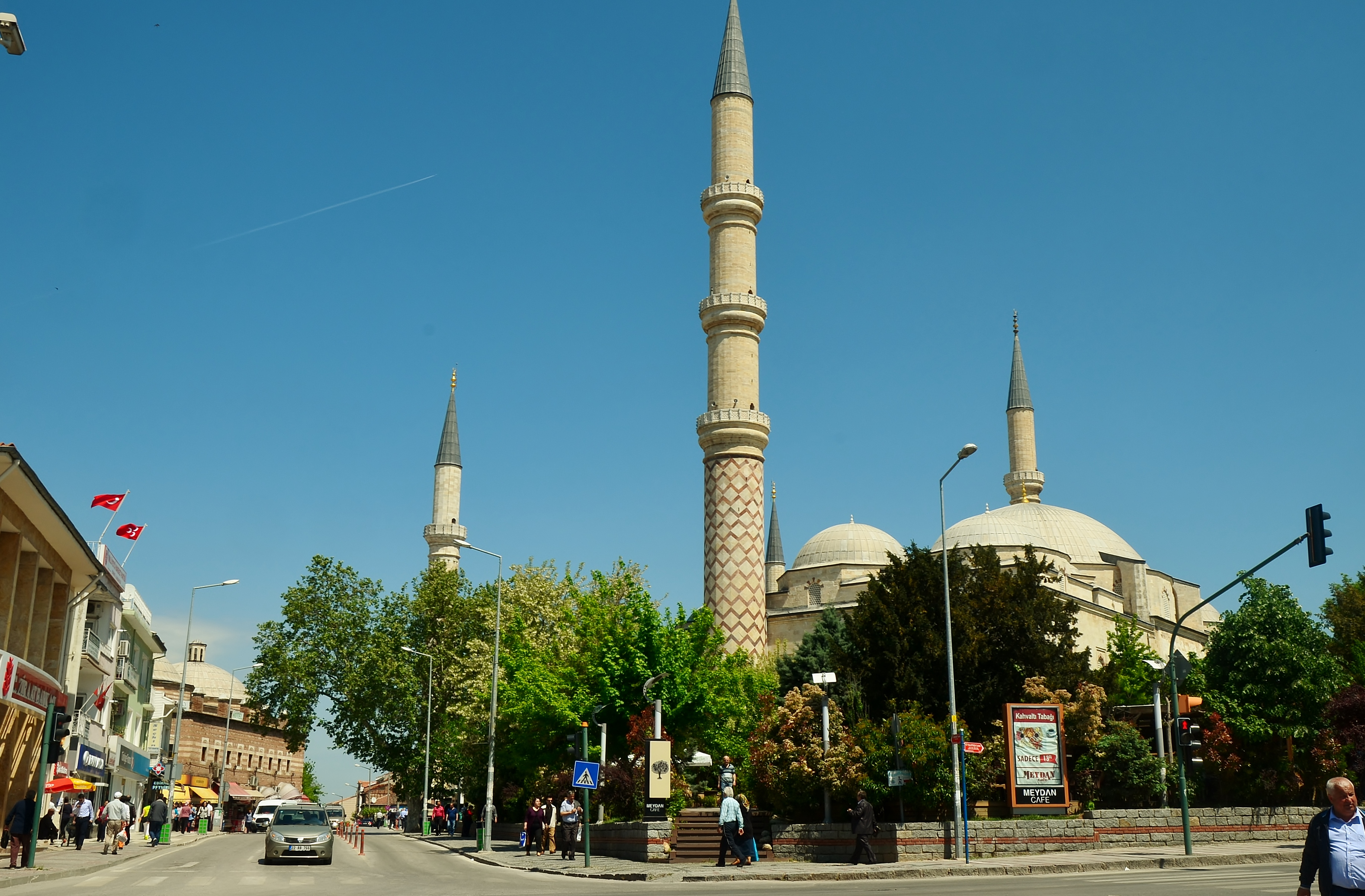
Exterior de la mesquita
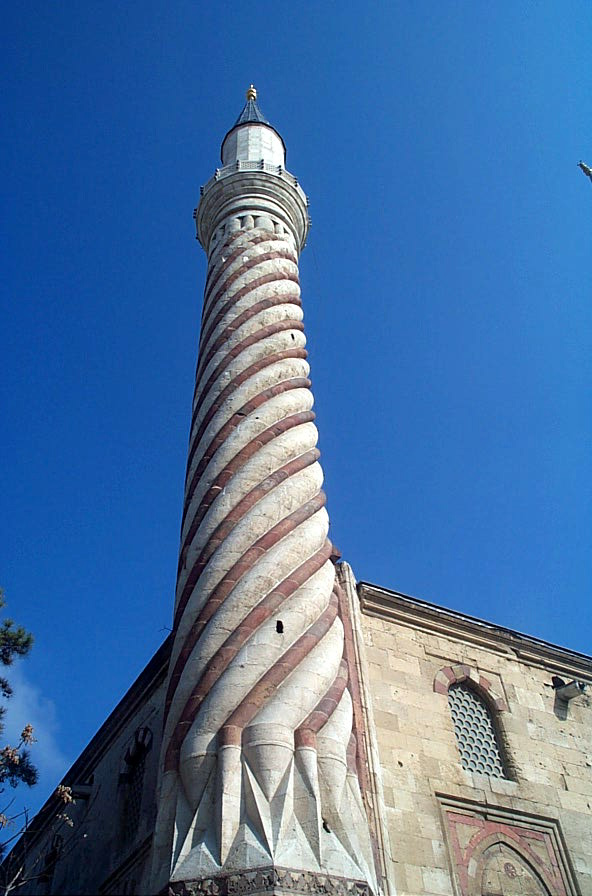
Minaret
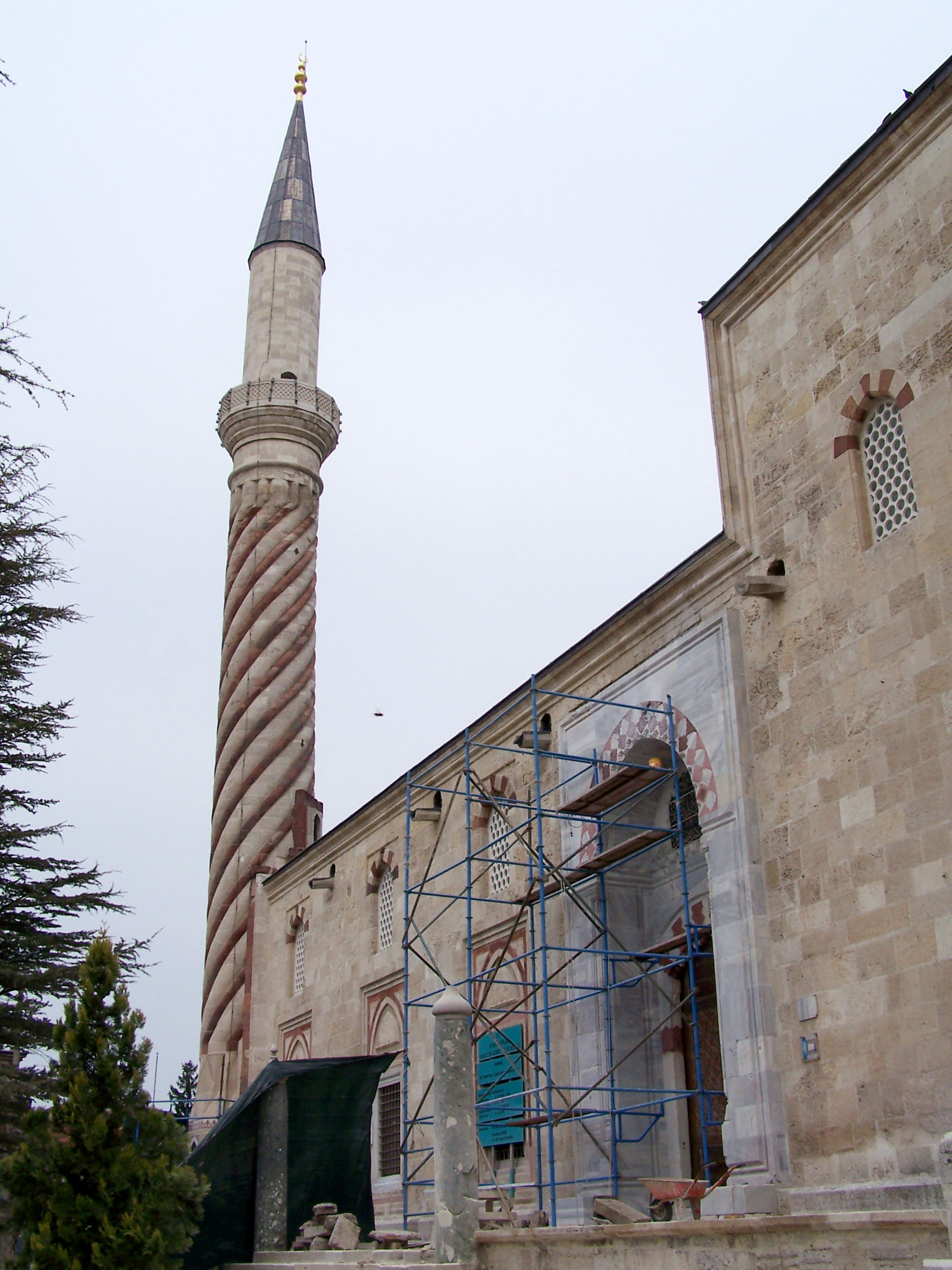
Minaret
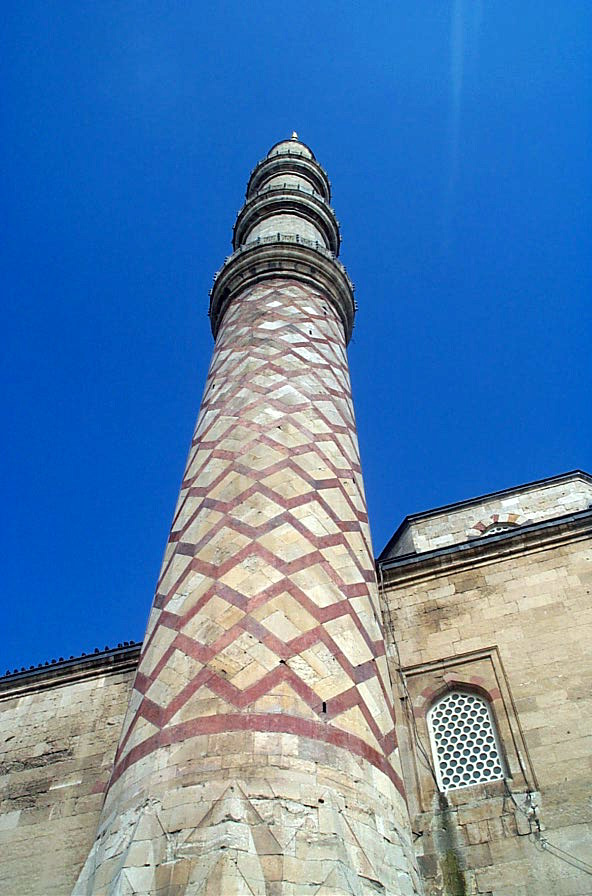
Minaret

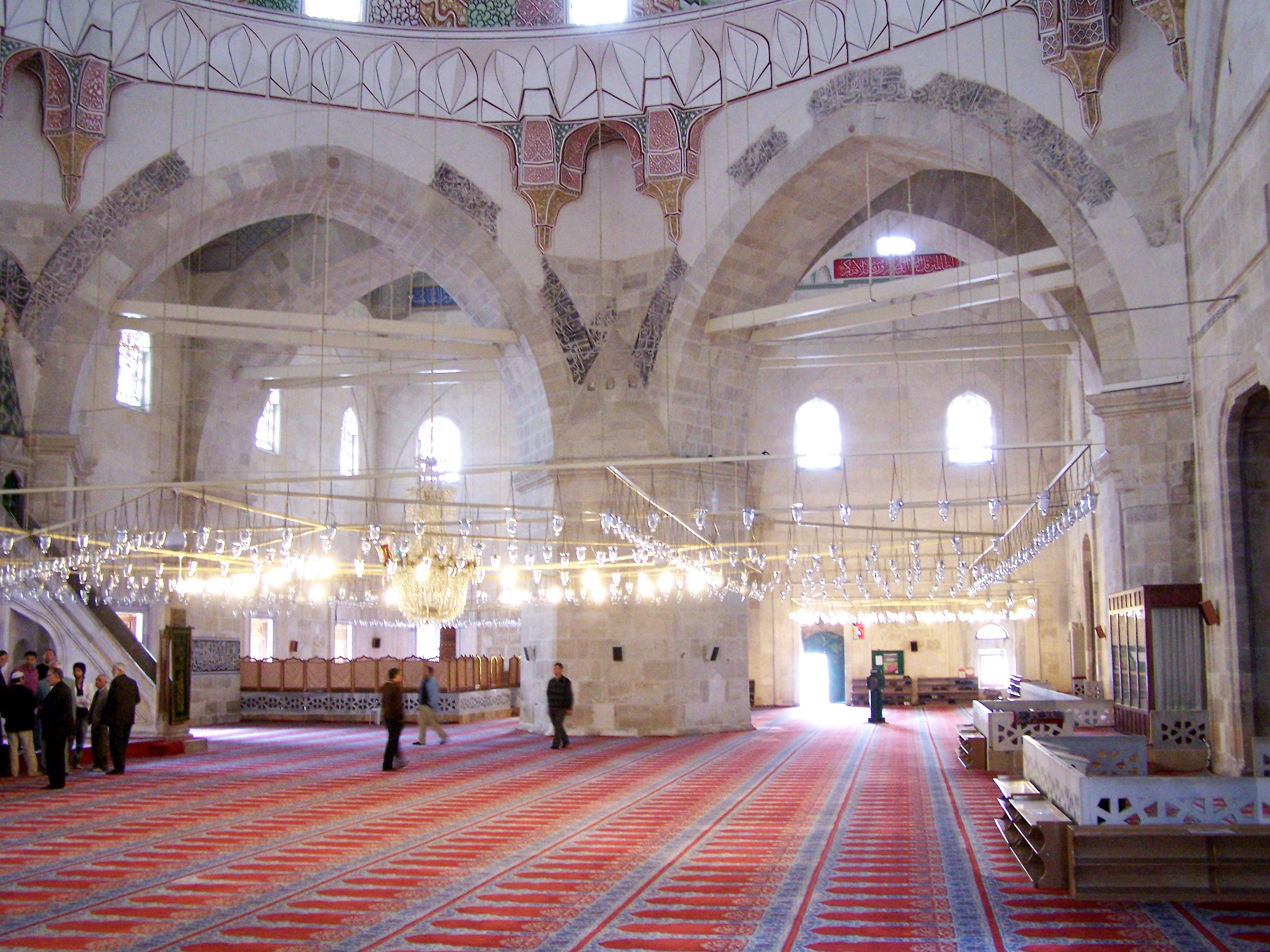
Interior
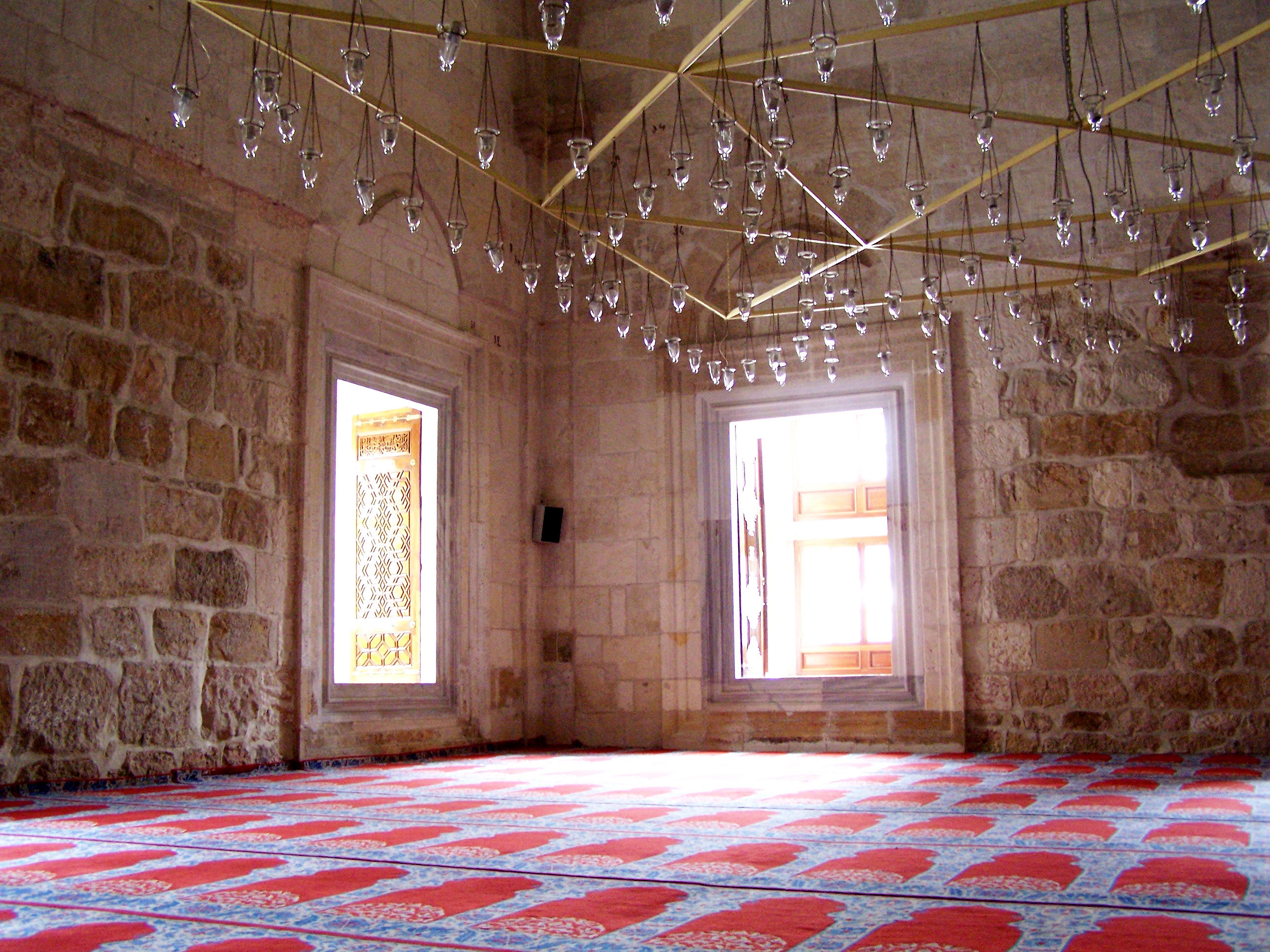
Interior
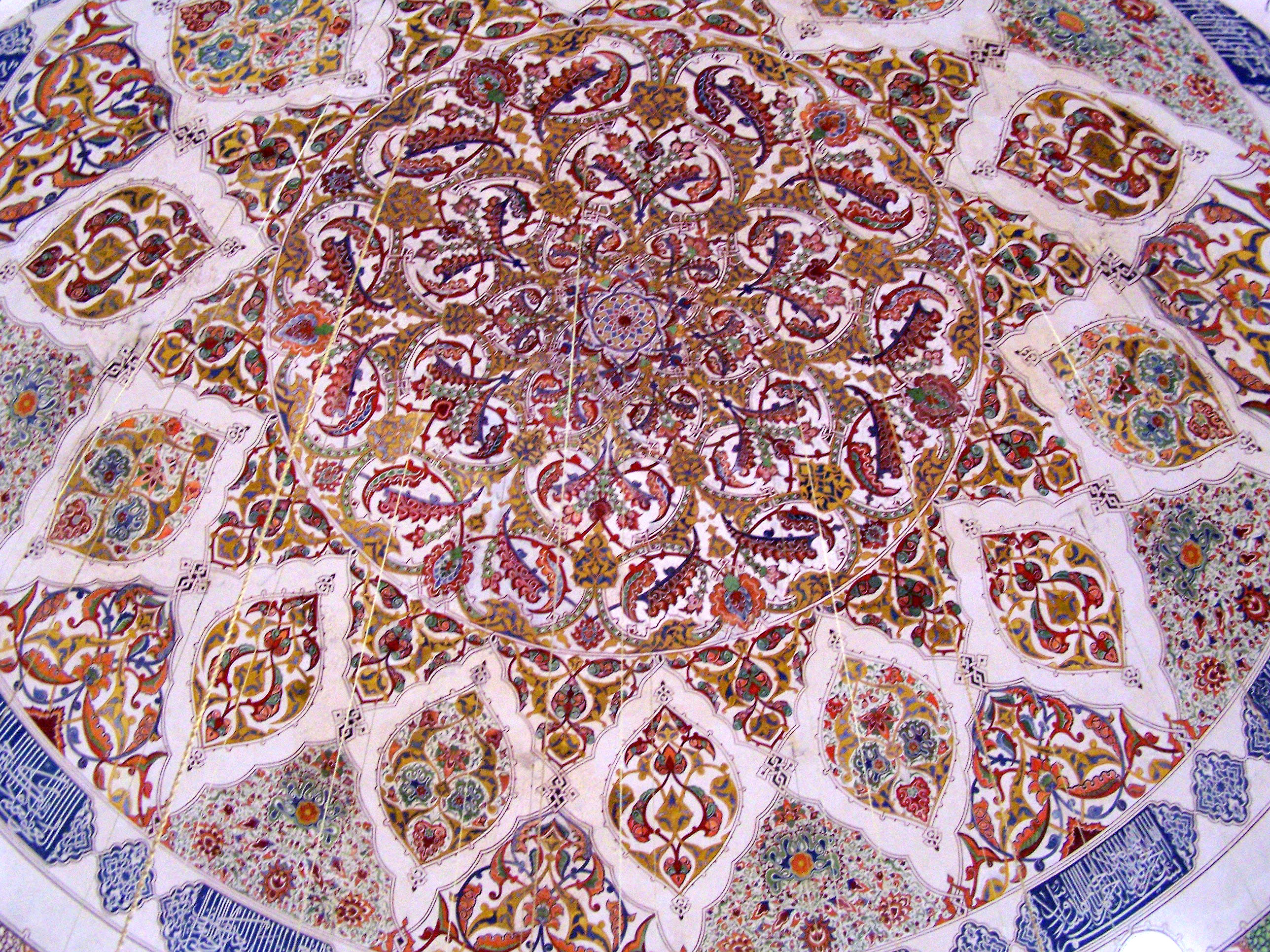
Cúpula central
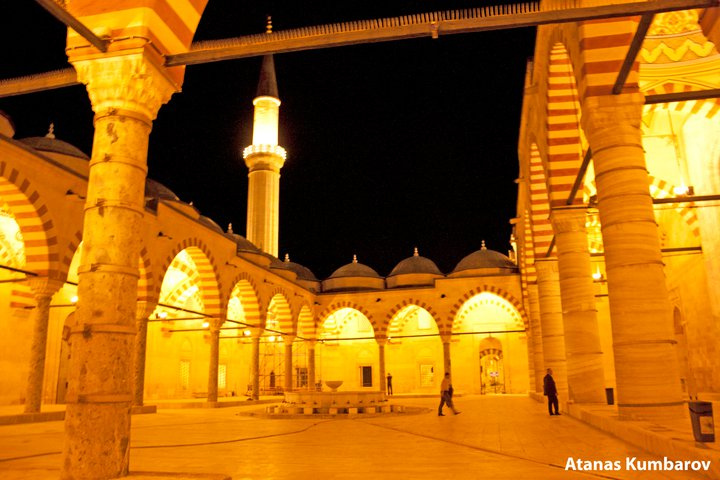
El pati interior